# Chester Arthur
Chester Alan Arthur (Fairfield, 5 ottobre 1829 – New York, 18 novembre 1886) è stato un avvocato, politico e generale statunitense.
È stato il ventunesimo presidente degli Stati Uniti d'America succedendo, in quanto vicepresidente, a James A. Garfield dopo la morte di questi, in seguito ad un attentato.

## Biografia

### Primi anni
Nato a Fairfield, Vermont, il 5 ottobre 1829, da una famiglia di origini irlandesi di religione protestante, William Arthur e Malvina Stone, (il padre era un pastore luterano), nei primi tempi Chester Arthur si guadagnò da vivere come insegnante. In seguito, frequentò lo Union College di Schenectady, nello Stato di New York, dove si laureò in legge.
Si trasferì quindi a New York, dove nel 1853 divenne un apprezzato avvocato, guadagnando una considerevole fama con la difesa di una donna afroamericana che era salita su un omnibus, cosa allora proibita ai neri. Arthur riuscì a far assolvere la sua cliente e dopo quella sentenza gli afroamericani poterono usufruire dei mezzi pubblici. Fu a New York che il giovane avvocato conobbe e sposò sua moglie, Ellen Arthur, il 25 ottobre 1859, con cui ebbe tre figli.
Schierato con il Partito Repubblicano, durante la guerra di secessione Arthur lavorò al dipartimento della Guerra, dove ebbe l'incarico di quartiermastro generale, doveva cioè garantire i rifornimenti per l'esercito nordista. Come ricompensa dei servigi resi, nel 1871 il presidente Ulysses S. Grant lo nominò amministratore delle dogane del porto di New York. Legato al sistema clientelare del senatore repubblicano di New York Roscoe Conkling, fu rimosso dal suo incarico dal successore di Grant, Rutherford B. Hayes.

### La successione a Garfield e la presidenza
Chester Arthur fu scelto dal Partito Repubblicano come candidato vicepresidente di James A. Garfield nelle elezioni presidenziali del 1880, che Garfield vinse. Nel settembre del 1881, però, Garfield morì per le ferite riportate il 2 luglio durante un attentato, dopo pochi mesi di mandato. Come vicepresidente in carica, Arthur, secondo la Costituzione, gli successe nella carica.
Arthur attuò un'opera moralizzatrice, aiutando l'approvazione, il 16 gennaio 1883, della legge Pendelton sulla riforma della funzione pubblica, presentata dal senatore dell'Ohio George H. Pendelton; la legge stabiliva l'assunzione degli impiegati statali attraverso concorsi pubblici, gestiti da una commissione federale, e questi non potevano essere licenziati per motivi politici. Questa legge diede agli Stati Uniti funzionari esperti nel momento in cui si avviava a diventare un'enorme potenza industriale.
Sotto la sua amministrazione avvennero inoltre numerosi eventi caratterizzanti la storia degli Stati Uniti verso la fine del secolo. In materia di immigrazione, il 6 maggio 1882 fu bloccata, con il Chinese Exclusion Act, l'immigrazione cinese, che aveva raggiunto livelli considerati eccessivi, mentre nell'agosto dello stesso anno una legge sull'immigrazione regolò l'afflusso di stranieri nel Paese, imponendo una tassa di 50 centesimi per ogni immigrato presente negli Stati Uniti e vietando l'ingresso ai malati di mente, i criminali e chiunque dovesse dipendere dall'assistenza pubblica. Contemporaneamente, però, l'Alaska, ottenuto lo status di distretto, fu aperto alla colonizzazione degli emigranti.
Nell'ambito dei diritti civili, l'amministrazione Arthur fu incerta e contraddittoria: il 23 marzo 1882 il presidente firmò le Edmund Laws, che dichiaravano reato federale la poligamia, misura presa contro le gerarchie della Chiesa mormone, fortemente presente nello Utah, i cui membri avevano più mogli, punendo con il carcere i bigami, in difesa dei valori tradizionali della famiglia. Fu durante la sua presidenza che la Corte suprema, nel 1883, dichiarò incostituzionale il Civil Rights Act del 1875, una legge federale che permetteva a chiunque, indipendentemente dalla razza o dalla precedente condizione di schiavitù, di ricevere il medesimo trattamento nei luoghi pubblici. Arthur si dimostrò contrario alla sentenza e informò il Congresso del suo dissenso, ma non fece nulla per far approvare una qualsiasi norma legislativa sulla materia.
Verso gli indiani Arthur si comportò come i suoi predecessori, ossia utilizzando la mano pesante: nel 1882, quando il governo tentò di confinare nelle riserve gli indiani Apache dell'Arizona e del Nuovo Messico, il loro capo Geronimo si sollevò in armi, dando vita all'ultima grande ribellione indiana contro i coloni bianchi, conclusasi quattro anni dopo, il 4 settembre 1886, quando gli Apache superstiti si arresero al generale Nelson Miles.
In campo economico, Arthur proseguì la politica di alti dazi doganali, a protezione dell'industria locale; il suo partito era favorevole al riuso dell'eccedenza del bilancio federale per una serie di opere pubbliche, ma Arthur pose il veto a una legge del 1882 sui fiumi e sui porti per l'importo eccessivo di finanziamenti richiesti.

### Il ritiro e gli ultimi anni
Malgrado alcuni successi dell'amministrazione Arthur, e anche a causa della sua precaria salute, il Partito Repubblicano non lo candidò alla convenzione repubblicana del 1884, preferendogli James Blaine. Quest'ultimo però, indebolito anche da uno scandalo politico che ne danneggiò l'immagine, fu sconfitto alle elezioni presidenziali di novembre dal candidato del Partito Democratico Grover Cleveland.
Terminato il suo mandato il 4 marzo 1885, Chester Arthur si ritirò a vita privata. Le sue apparizioni pubbliche si fecero via via più rade, fino a non uscire più da casa. Morì di infarto il 18 novembre 1886 a New York, venendo sepolto presso l'Albany Rural Cemetery di Menands, New York, accanto alla salma della moglie, deceduta di polmonite nel 1880.

## Giudizio storico
L'operato di Arthur era giudicato abbastanza negativamente dai suoi contemporanei. La sua presidenza non fu ricordata come speciale. Nel 1935 lo storico George F. Howe disse che Arthur aveva raggiunto "un'oscurità in strano contrasto con il suo ruolo significativo nella storia americana." Nel 1975, tuttavia, Thomas C. Reeves poteva scrivere che "le nomine di Arthur, anche se non spettacolari, furono inusualmente irreprensibili; la corruzione e gli scandali che dominavano gli affari e la politica in quel periodo non macchiarono il suo governo." Come scrisse nel 2004 il suo biografo Zachary Karabell, anche se Arthur era "fisicamente e emotivamente provato, si adoperò per fare quello che era giusto per la nazione." Già Howe aveva in precedenza considerato che "Arthur adottò [un codice] per la sua condotta politica sottoposto solo a tre condizioni: rimaneva per ognuno un uomo di parola; si tenne scrupolosamente esente da corruzione; mantenne una dignità personale, per quanto affabile e amichevole fosse. Queste condizioni... lo rendevano molto diverso dallo stereotipo di uomo politico."